# سباستيان جايمي
سباستيان جايمي (بالإسبانية: Sebastián Jaime)‏ (30 يناير 1987 بلابلاتا في الأرجنتين - ) هو لاعب كرة قدم أرجنتيني في مركز الهجوم. لعب مع أرجنتينوس جونيورز وريال سالت ليك ونادي أونيفرسيداد كاتوليكا ويونيون إسبانيولا وDefensores de Cambaceres ‏ ولاسيرينا.

## وصلات خارجية
- سباستيان جايمي على موقع الدوري الأمريكي (الإنجليزية)
- سباستيان جايمي على موقع قاعدة بيانات كرة القدم.إي يو (الإنجليزية)
- سباستيان جايمي على موقع Soccerway.com (الإنجليزية)
- سباستيان جايمي على موقع عالم كرة القدم.نت (الإنجليزية)
- سباستيان جايمي على موقع AS.com (الإسبانية)